# モアテン・スティ・クリステンセン
モアテン・スティ・クリステンセン（Morten Stig Christensen、1958年12月27日 - 2024年11月1日）は、デンマークのハンドボールの元選手。アマー島出身。
1976年に、彼はデンマークチームのチームメイトで、オリンピック大会では8位だった。 彼は予備選手であり、試合でプレーしなかった。
4年後、彼はデンマークチームとして1980年のオリンピック大会に出場し9位で終えた。彼は4試合に出場し、2得点を決めた。
1984年、彼のデンマークのチームの一員で オリンピック大会で4位だった。 彼は全6試合に出場し、14得点を決めた。
ハンドボールのキャリアが終わった後、彼はいくつかの演技をし、彼は1986年に Venner for altid"に登場し、2006年にはMads'、 Anna Pihl (TV編)"の難しいニュースとして登場。
その後、彼は多くの政治左派活動を行った。 その後は、彼は穏やかだ。
その後、モアテン・スティ・クリステンセンは、最も一般的にはスポーツに関する番組を提供するデンマークのTVチャンネルTV 2で働いています。 彼は、TV 2 Sporten (the sports section on TV 2)の上司だ。
デンマークハンドボール協会会長在任中の2024年11月1日、心停止により急死した。65歳没。